# Dilmunské pohřební mohyly
Dilmunské pohřební mohyly (arabsky مدافن دلمون‎) jsou pohřební mohyly nacházející se v Bahrajnu. V roce 2019 byly zapsány na seznam světového dědictví UNESCO. Jedná se o nekropoli dilmunské kultury a kultury Umm al-Nar.
Bahrajn je již od starověku známý jako ostrov s velkým počtem pohřbů. O původně poměrně velkém počtu čtverečních kilometrů pokrytých mohylami se říkalo, že je jedním z největších hřbitovů starověku. Tato pohřebiště jsou soustředěna na severu ostrova, na tvrdých kamenitých plochách ležící mírně nad ornou zemědělskou půdou. Jih ostrova je převážně písčitý s pouštním biotopem. Všechny hroby nejsou ze stejné doby, ani přesně stejného stylu a mohou se v různých částech mohylového pole značně lišit svou velikostí. Výzkum pod záštitou Národního muzea Bahrajnu (o který měla velký zájem i Bahrajnská historická a archeologická společnost) stále pokračuje i v 21. století. Cílem výzkumu je stanovit pevnou časovou osu pro všechny tyto mohylové variace, jakož se i zabývat důsledky jejich budování pro společnost, respektive společnosti, které je stavěly.

## Výzkum
Některý mohyly byly v období od 10. do 19. února 1889 vykopány britským výzkumníkem Jamesem Theodorem Bentem a jeho manželkou Mabel Bent. Podle deníku Mabel Bent našli kousky slonoviny, dřevěného uhlí, skořápky pštrosích vajec a další předměty.  Jejich nálezy jsou umístěny v Britském muzeu v Londýně. Theodore Bent výsledky svého výzkumu publikoval ve dvou článcích, ale rozsáhlejší popis mohyl se objevil až v Bentově knize Southern Arabia vydané v roce 1900.
Dánská skupina vědců prováděla v 50. letech 20. století vykopávky v Qal'at al-Bahrain, hlavním městě doby bronzové. Tato expedice otevřela několik mohyl a objevila předměty datované do doby kolem 4100 až 3700 př. n. l. patřící stejné kultuře. Od té doby proběhla řada dalších výzkumů, která přinesla informace o konstrukci mohyl i o hrobové výbavě.

## Datace
Tyto hroby podávají hmotné svědectví o starověkém Dilmunu, datovaném na počátek 2. tisíciletí př. n. l. Tyto mohyly byly postaveny mezi lety 2050 a 1750 př. n. l. Toto období je spojeno se složitou pohřební tradicí vztahující se na celou populaci.

## Popis mohyl
Dilmunské pohřební mohyly se nalézají na 21 lokalitách, které leží převážně na severu Bahrajnu. Šest z 21 míst se jeví jako nekropole. Každá z těchto nekropolí se skládá z několika desítek až několika tisíc mohyl s celkem 11774 pohřby. Tyto mohyly v době svého vzniku měly vzhled nízkých válcovitých věží. Jedna ze šesti nekropolí, A'ali, je považována za královský hřbitov. Na dalších patnácti archeologických lokalitách je dalších 17 královských hrobech. Královské hrobky se jeví jako dvoupatrové sepulkrální věže.

### Timuli (mohyly)
Každá z timuli (mohyl) se skládá z centrální kamenné komory, která je uzavřena nízkou prstencovou stěnou a pokrytá zeminou a štěrkem. Velikost valů se liší, většina z nich měří 4,5 x 9 m v průměru a jsou 1 až 2 metry vysoké. Menší mohyly obvykle obsahují pouze jednu komoru. Komory jsou obvykle obdélníkového tvaru s jedním nebo dvěma výklenky na severovýchodním konci. Uprostřed větších komor je občas další pár výklenků.
Ačkoli komory obvykle obsahovaly jeden pohřeb, existují i mohyly, pod kterými je pohřbeno více jedinců. Vedlejší komory často neobsahují pohřby žádné. Zesnulí byli obvykle uloženi s hlavami ve výklenku na konci komory a leželi na pravém boku. Těla byla uložena s několika předměty. Bylo objeveno několik kousků keramiky a příležitostně pečetidla z mušlí nebo kamenů, koše zapečetěné asfaltem, předměty ze slonoviny, kamenné nádoby a měděné zbraně. Pod mohyly byly pohřbívány ženy i muži. Předpokládaná délka života byla přibližně 40 let. Děti bývaly pohřbívány u kruhové stěny i mimo ni. Průměrný počet dětských pohřbů na rodinu byl 1,6.

## Kontroverze ohledně ochrany mohyl
Pokusy o ochranu pohřebních mohyl narazily na odpor náboženských fundamentalistů, kteří je považovali za neislámské a požadovali, aby byly zabetonovány a  sloužily jako obydlí. Během parlamentní debaty 17. července 2005 vůdce salafistické strany Džamíjat al-asála al-islámíja Adel Mouwda řekl, že bydlení pro živé je lepší než hroby pro mrtvé. Dále pokračoval, že by měli být hrdí na své islámské kořeny a ne na nějakou starověkou civilizaci z jiného místa a času, která zanechala jen sem tam nádobu nebo kost.
Hustota, počet a architektonické charakteristiky hrobek patřily mezi kritéria pro jejich zařazení na seznam světového dědictví UNESCO, kam byly zapsány v roce 2019.

## Fotogalerie

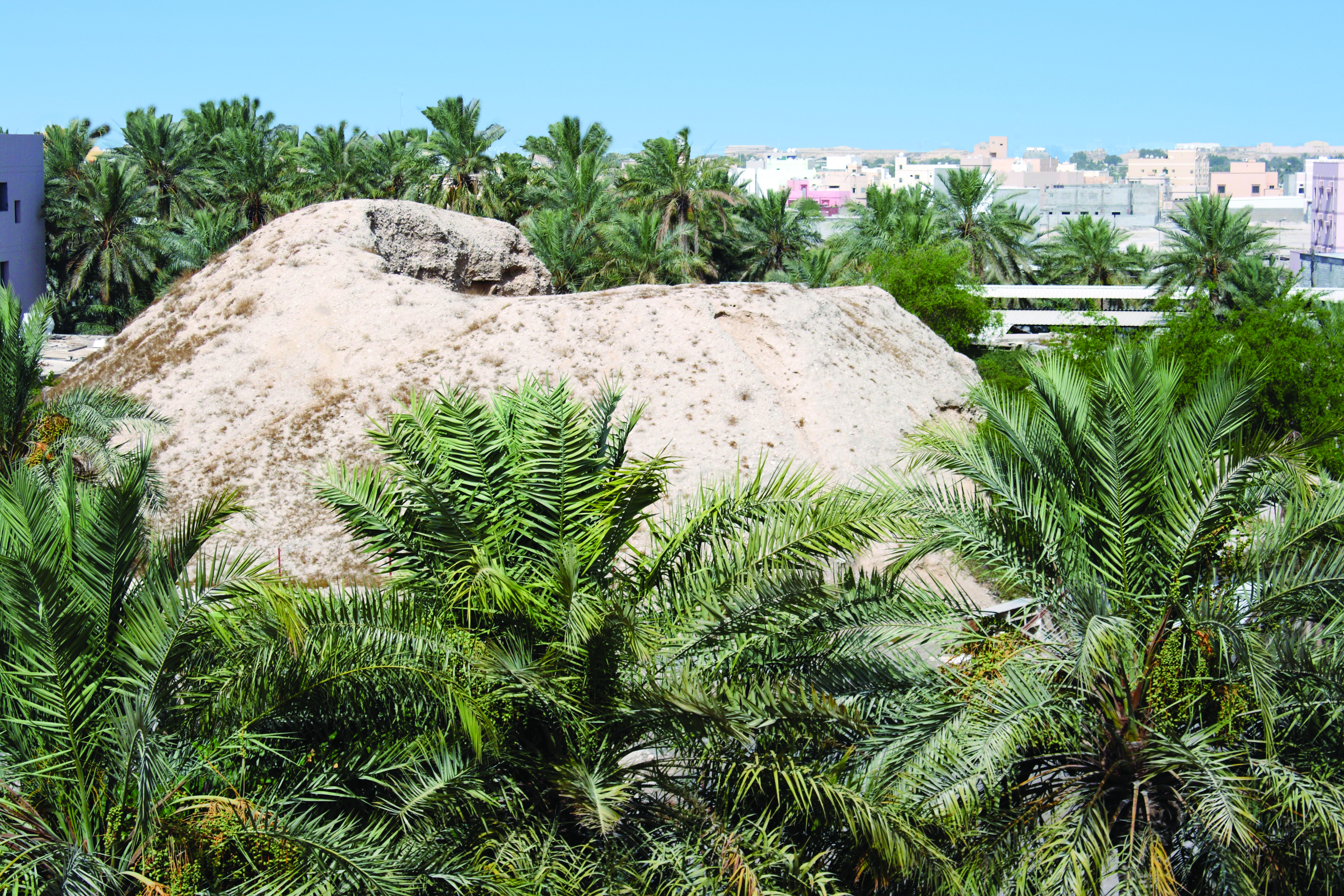
Královská hrobka 1
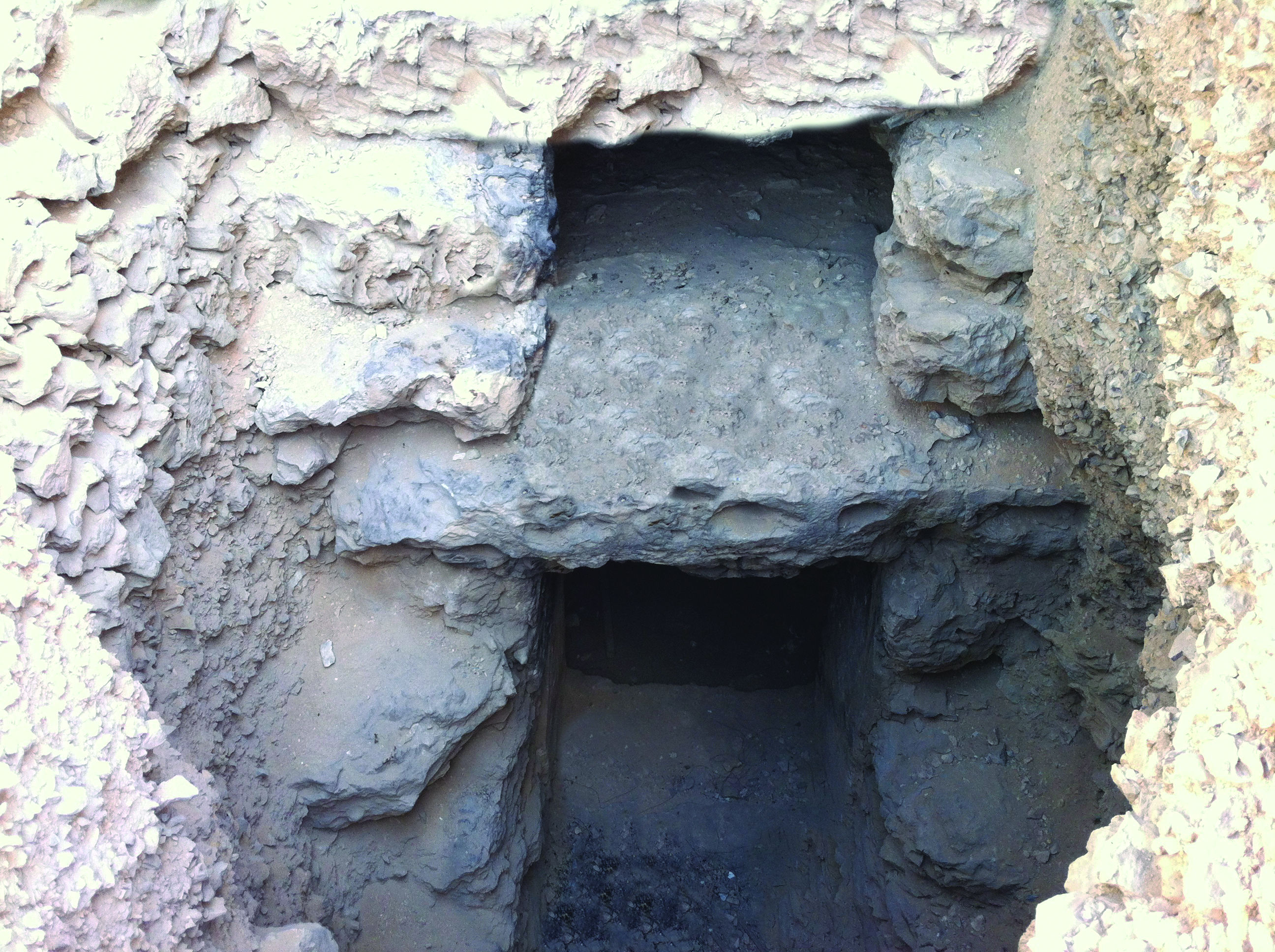
Královská hrobka 11
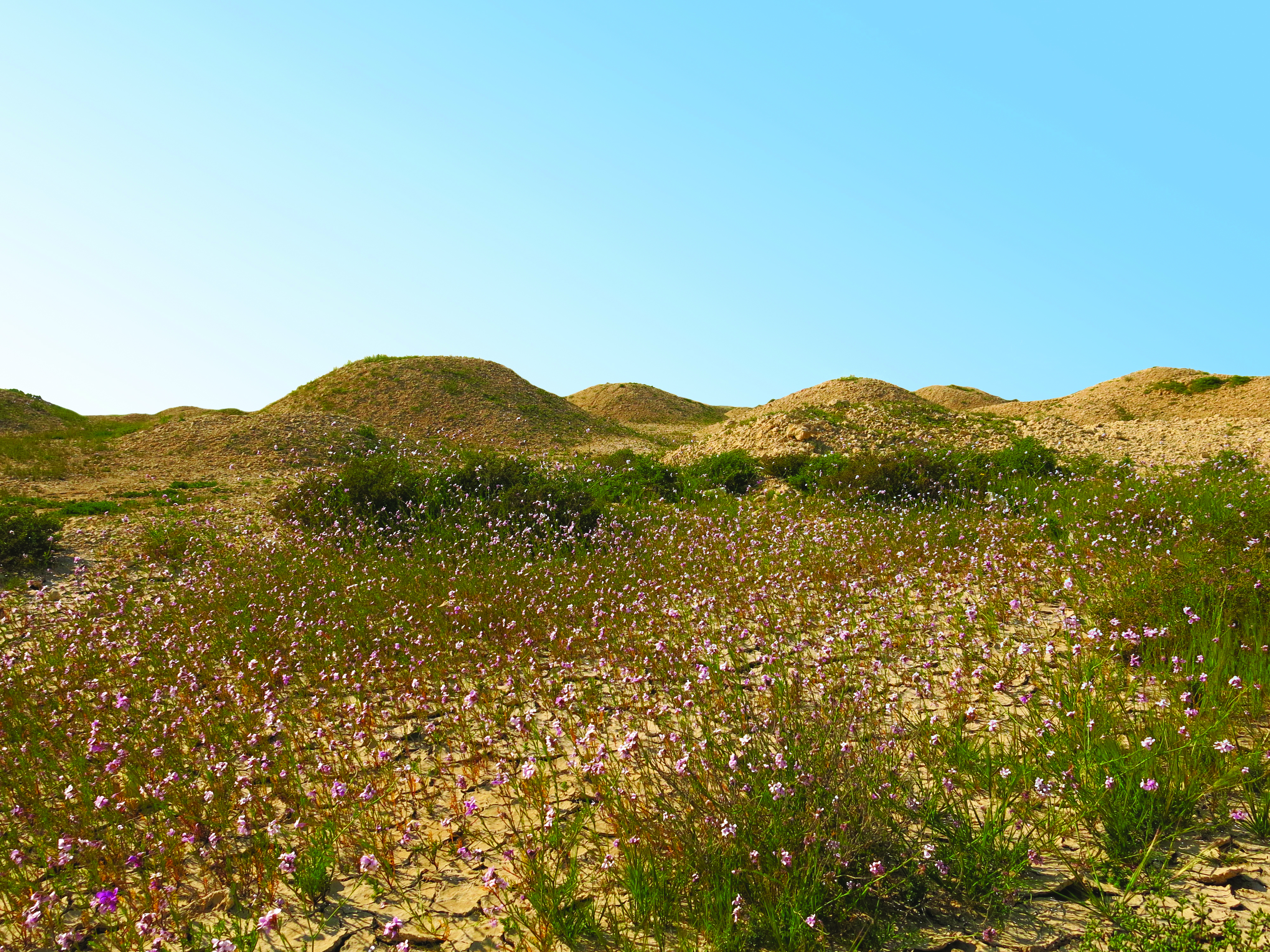
Tumuli na nekropoli Madinat Hamad 1